# Список політичних партій Індії
Індія має багатопартійну систему. Виборча комісія Індії (ВКІ) надає визнання політичним партіям на національному рівні на основі об'єктивних критеріїв. Визнана політична партія користується такими привілеями, як зарезервована партійна символіка, безкоштовний ефірний час на державному телебаченні та радіо, консультації при призначенні дати виборів та участь у розробці виборчих правил і положень. Інші політичні партії, які бажають брати участь у місцевих, державних або національних виборах, повинні бути зареєстровані Виборчою комісією Індії. Зареєстровані партії отримують статус визнаної національної партії або партії штату, якщо вони відповідають відповідним критеріям після виборів до Лок Сабхи або законодавчих зборів штату. Статус визнаної партії періодично переглядається ВКІ.
До внесення змін у 2016 році (набули чинності з 1 січня 2014 року), якщо політична партія не відповідала критеріям на наступних виборах до Лок Сабхи або законодавчих зборів штату, вона втрачала статус визнаної партії. У 2016 році ВКІ оголосила, що такий перегляд відбуватиметься після двох виборів поспіль, а не після кожних виборів. Таким чином, політична партія зберігає статус визнаної партії, навіть якщо вона не відповідає критеріям на наступних виборах. Однак, якщо вона не відповідатиме критеріям на наступних виборах, що відбудуться після наступних виборів, вона втратить свій статус.
Згідно з останніми публікаціями Виборчої комісії Індії від травня 2023 року та наступними повідомленнями, в країні налічується 6 національних партій, 54 партії штатів та 2 597 невизнаних партій. Усі зареєстровані партії, які беруть участь у виборах, повинні вибрати символ зі списку доступних символів, запропонованих ВКІ. Усі 28 штатів країни, а також союзні території Джамму і Кашмір, Національна столична територія Делі та Пудучеррі обрали уряди, якщо за певних умов не буде запроваджено президентське правління.

## Національні партії
Зареєстрована партія визнається національною партією, лише якщо вона виконує одну з трьох умов, перелічених нижче:
- Партія отримала 2% місць у Лок Сабзі щонайменше від трьох різних штатів.
- На загальних виборах до Лок Сабхи або Законодавчих зборів партія набирає 6% голосів у будь-яких чотирьох або більше штатах і, крім того, отримує чотири місця в Лок Сабзі.
- Партія отримує визнання як державна партія в чотирьох штатах.

| Партія                                | Прапор | Політичний спектр | Ідеологія                                                                                     | Засновано     | Лідер            |
| ------------------------------------- | ------ | ----------------- | --------------------------------------------------------------------------------------------- | ------------- | ---------------- |
| Партія пересічної людини              |        | Центр             | Популізм Секуляризм Націоналізм Соціалізм                                                     | Листопад 2012 | Арвінд Кейрівал  |
| Партія більшості народу               |        |                   | Амбедкаризм Соціальна рівність Рух самоповаги                                                 | Квітень 1984  | Маяваті          |
| Народна партія Індії                  |        | Праві             | Праві Гіндутва Націоналізм Соціальний консерватизм                                            | Квітень 1980  | Яґат Надда       |
| Комуністична партія Індії (марксисти) |        | Ліві              | Комунізм Марксизм-ленінізм Секуляризм Пролетарський інтернаціоналізм Антикапіталізм Соціалізм | Листопад 1964 | Ситарам Єч'юрі   |
| Індійський національний конгрес       |        | Лівоцентризм      | Універсальна партія Секуляризм Соціал-лібералізм Громадянський націоналізм                    | Грудень 1885  | Маллікарюн Хардж |
| Національна народна партія            |        | Правоцентризм     | Регіоналізм Етноцентризм                                                                      | Січень 2013   | Конрад Санґма    |